# Soisy-Bouy
Pour les articles homonymes, voir Soisy.
Soisy-Bouy est une commune française située dans le département de Seine-et-Marne, en région Île-de-France.

## Géographie

### Localisation

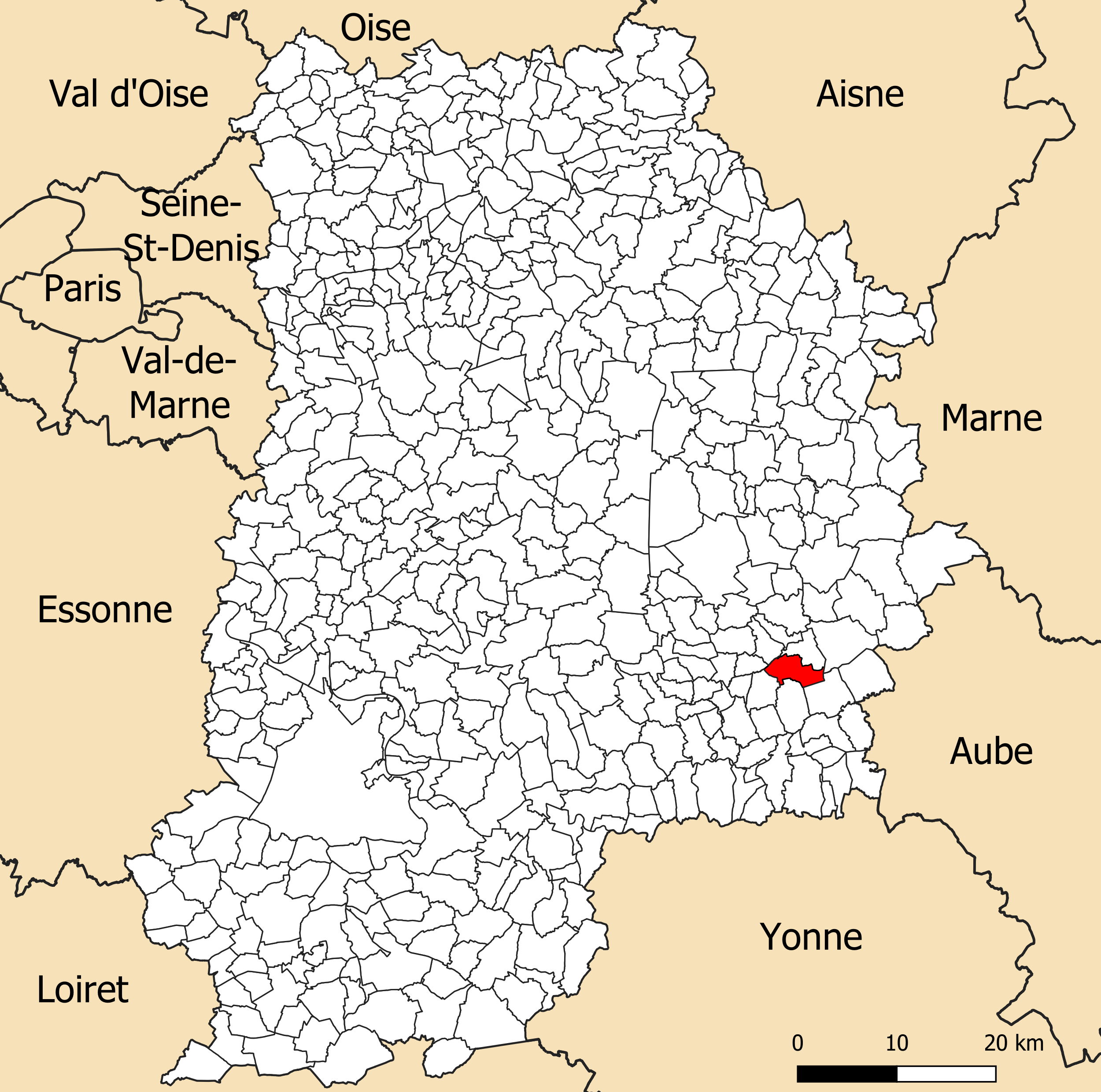
Localisation de la commune de Soisy-Bouy dans le département de Seine-et-Marne.

La commune est située à environ 6,8 kilomètres au sud de Provins.

### Géologie et relief
L'altitude de la commune varie de 71 mètres à 162 mètres pour le point le plus haut, le centre du bourg se situant à environ 144 mètres d'altitude (mairie). Elle est classée en zone de sismicité 1, correspondant à une sismicité très faible.

### Hydrographie

#### Réseau hydrographique

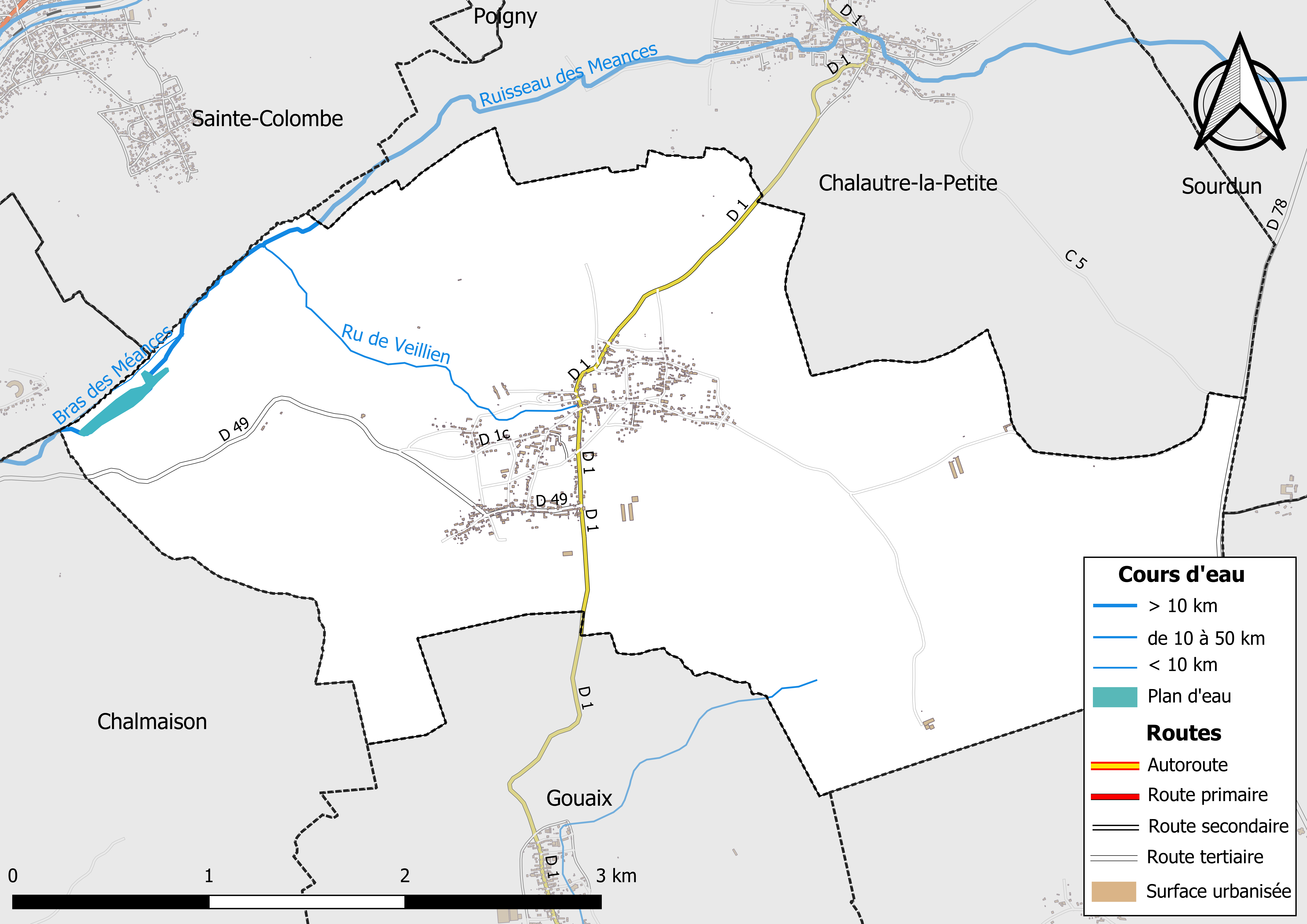
Carte des réseaux hydrographique et routier de Soisy-Bouy.

Le réseau hydrographique de la commune se compose de quatre cours d'eau référencés :
- le ruisseau des Méances, cours d'eau naturel et canal, long de 27,14 km[3], affluent de la Seine en rive droite, ainsi que :
  - un bras[Note 1] de 0,79 km[4] ;
  - le ru de Veillien, cours d'eau naturel, long de 2,06 km[5] conflue avec le ruisseau des Méances ;
- le ravin de Bourjasse, cours d'eau naturel et canal de 6,10 km[6], affluent de la  Grande Noue d'Hermé.

La longueur totale des cours d'eau sur la commune est de 3,85 km.

#### Gestion des cours d'eau
Afin d’atteindre le bon état des eaux imposé par la Directive-cadre sur l'eau du 23 octobre 2000, plusieurs outils de gestion intégrée s’articulent à différentes échelles : le SDAGE, à l’échelle du bassin hydrographique, et le SAGE, à l’échelle locale. Ce dernier fixe les objectifs généraux d’utilisation, de mise en valeur et de protection quantitative et qualitative des ressources en eau superficielle et souterraine. Le département de Seine-et-Marne est couvert par six SAGE, au sein du bassin Seine-Normandie.
La commune fait partie du SAGE « Bassée Voulzie », en cours d'élaboration en décembre 2020. Le territoire de ce SAGE concerne 144 communes dont 73 en Seine-et-Marne, 50 dans l'Aube, 15 dans la Marne et 6 dans l'Yonne, pour une superficie de 1 710 km2,. Le pilotage et l’animation du SAGE sont assurés par Syndicat Mixte Ouvert de l’eau potable, de l’assainissement collectif, de l’assainissement non collectif, des milieux aquatiques et de la démoustication (SDDEA), qualifié de « structure porteuse ».

### Climat
Pour des articles plus généraux, voir Climat de l'Île-de-France et Climat de Seine-et-Marne.
En 2010, le climat de la commune est de type climat océanique dégradé des plaines du Centre et du Nord, selon une étude du CNRS s'appuyant sur une série de données couvrant la période 1971-2000. En 2020, Météo-France publie une typologie des climats de la France métropolitaine dans laquelle la commune est exposée à un climat océanique altéré et est dans la région climatique Nord-est du bassin Parisien, caractérisée par un ensoleillement médiocre, une pluviométrie moyenne régulièrement répartie au cours de l’année et un hiver froid (3 °C).
Pour la période 1971-2000, la température annuelle moyenne est de 10,6 °C, avec une amplitude thermique annuelle de 16 °C. Le cumul annuel moyen de précipitations est de 763 mm, avec 11,9 jours de précipitations en janvier et 7,8 jours en juillet. Pour la période 1991-2020, la température moyenne annuelle observée sur la station météorologique la plus proche, située sur la commune de Voulton à 12 km à vol d'oiseau, est de 11,3 °C et le cumul annuel moyen de précipitations est de 740,8 mm,. Pour l'avenir, les paramètres climatiques de la commune estimés pour 2050 selon différents scénarios d'émission de gaz à effet de serre sont consultables sur un site dédié publié par Météo-France en novembre 2022.

### Milieux naturels et biodiversité

#### Réseau Natura 2000

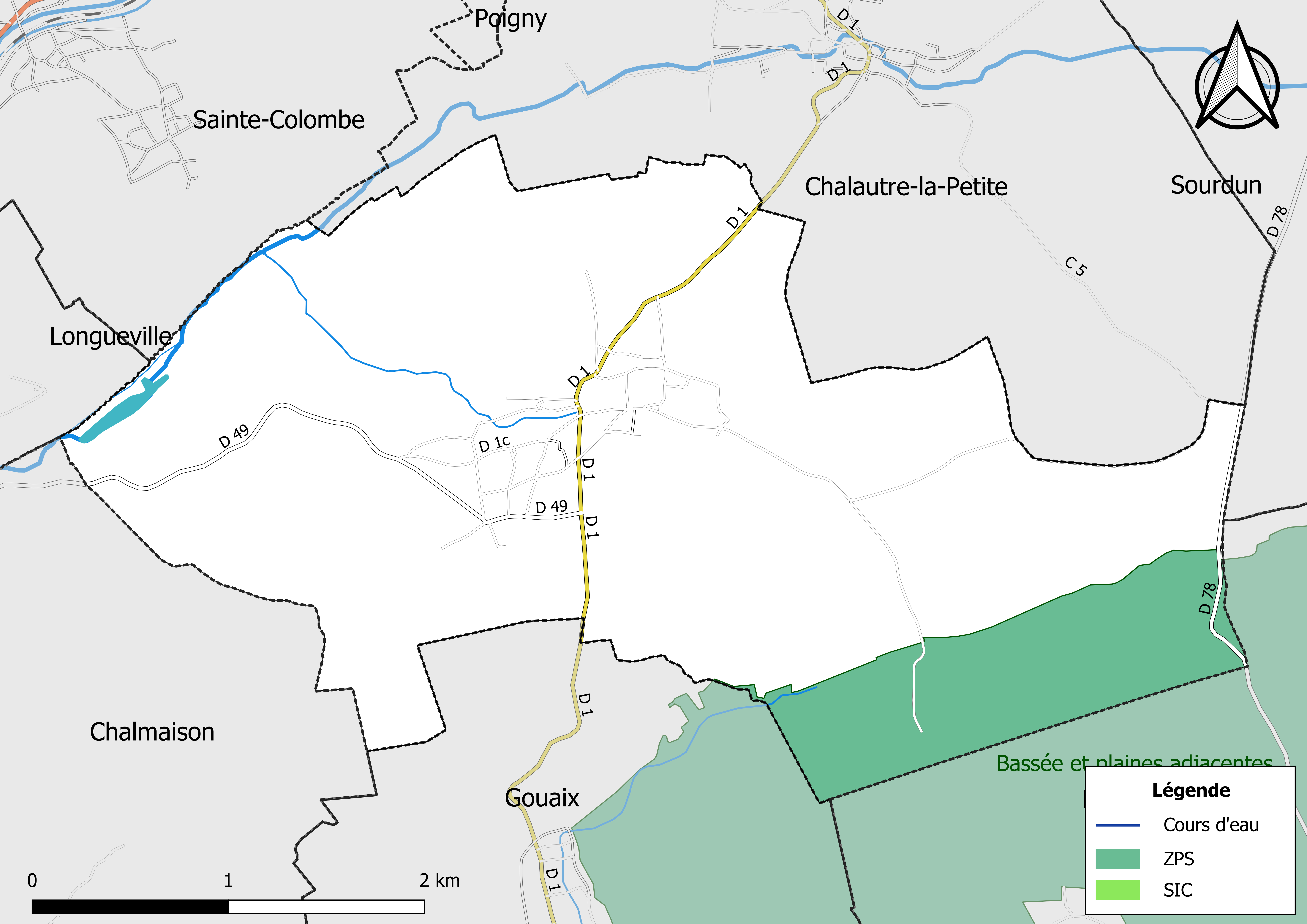
Sites Natura 2000 sur le territoire communal.

Le réseau Natura 2000 est un réseau écologique européen de sites naturels d’intérêt écologique élaboré à partir des Directives « Habitats » et « Oiseaux ». Ce réseau est constitué de Zones spéciales de conservation (ZSC) et de Zones de protection spéciale (ZPS). Dans les zones de ce réseau, les États Membres s'engagent à maintenir dans un état de conservation favorable les types d'habitats et d'espèces concernés, par le biais de mesures réglementaires, administratives ou contractuelles.
Un  site Natura 2000 a été défini sur la commune au titre de la « directive Oiseaux », :  
- la « Bassée et plaines adjacentes », d'une superficie de 27 643 ha, une vaste plaine alluviale de la Seine bordée par un coteau marqué au nord et par un plateau agricole au sud. Elle abrite une importante diversité de milieux qui conditionnent la présence d’une avifaune très riche[19],[20].

#### Zones naturelles d'intérêt écologique, faunistique et floristique
L’inventaire des zones naturelles d'intérêt écologique, faunistique et floristique (ZNIEFF) a pour objectif de réaliser une couverture des zones les plus intéressantes sur le plan écologique, essentiellement dans la perspective d’améliorer la connaissance du patrimoine naturel national et de fournir aux différents décideurs un outil d’aide à la prise en compte de l’environnement dans l’aménagement du territoire.
Le territoire communal de Soisy-Bouy comprend une ZNIEFF de type 1,,, 
l'« ancienne tourbière du Ru de Meances » (50,85 ha), couvrant 4 communes du département.
, et une ZNIEFF de type 2,, 
la « Forêt de Sourdun » (1 744 ha), couvrant 7 communes du département.

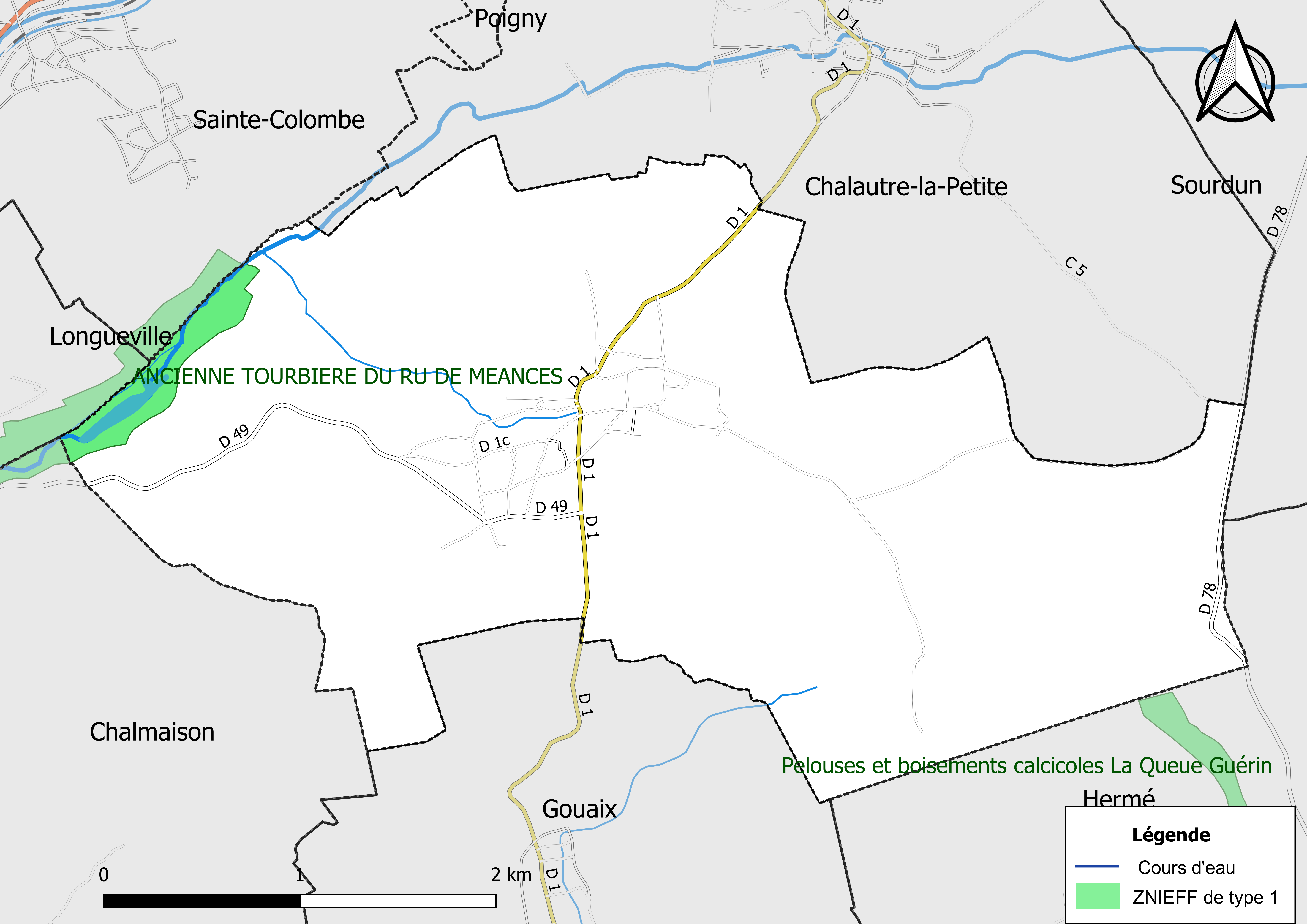
Carte des ZNIEFF de type 1 de la commune.
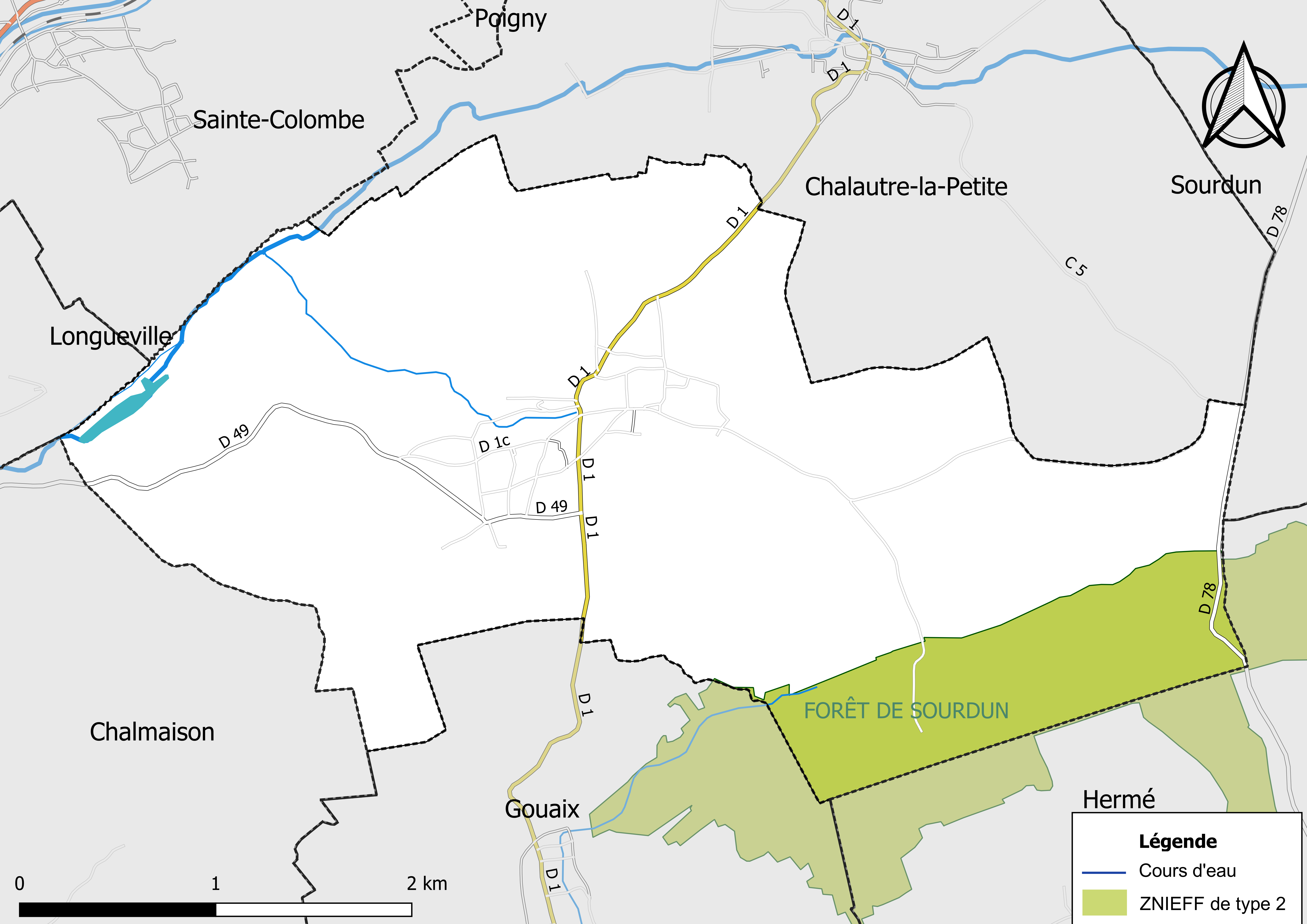
Carte des ZNIEFF de type 2 de la commune.

## Urbanisme

### Typologie
Au 1er janvier 2024, Soisy-Bouy est catégorisée bourg rural, selon la nouvelle grille communale de densité à sept niveaux définie par l'Insee en 2022.
Elle est située hors unité urbaine. Par ailleurs la commune fait partie de l'aire d'attraction de Paris, dont elle est une commune de la couronne,. Cette aire regroupe 1 929 communes,.

### Lieux-dits et écarts
La commune compte 100 lieux-dits administratifs répertoriés consultables ici (source : le fichier Fantoir).

### Occupation des sols
L'occupation des sols de la commune, telle qu'elle ressort de la base de données européenne d’occupation biophysique des sols Corine Land Cover (CLC), est marquée par l'importance des territoires agricoles (62,9 % en 2018), une proportion identique à celle de 1990 (62,9 %). La répartition détaillée en 2018 est la suivante : 
terres arables (53,4% ), forêts (30% ), zones agricoles hétérogènes (9,6% ), zones urbanisées (7,1 %).
Parallèlement, L'Institut Paris Région, agence d'urbanisme de la région Île-de-France, a mis en place un inventaire numérique de l'occupation du sol de l'Île-de-France, dénommé le MOS (Mode d'occupation du sol), actualisé régulièrement depuis sa première édition en 1982. Réalisé à partir de photos aériennes, le Mos distingue les espaces naturels, agricoles et forestiers mais aussi les espaces urbains (habitat, infrastructures, équipements, activités économiques, etc.) selon une classification pouvant aller jusqu'à 81 postes, différente de celle de Corine Land Cover,,. L'Institut met également à disposition des outils permettant de visualiser par photo aérienne l'évolution de l'occupation des sols de la commune entre 1949 et 2018.

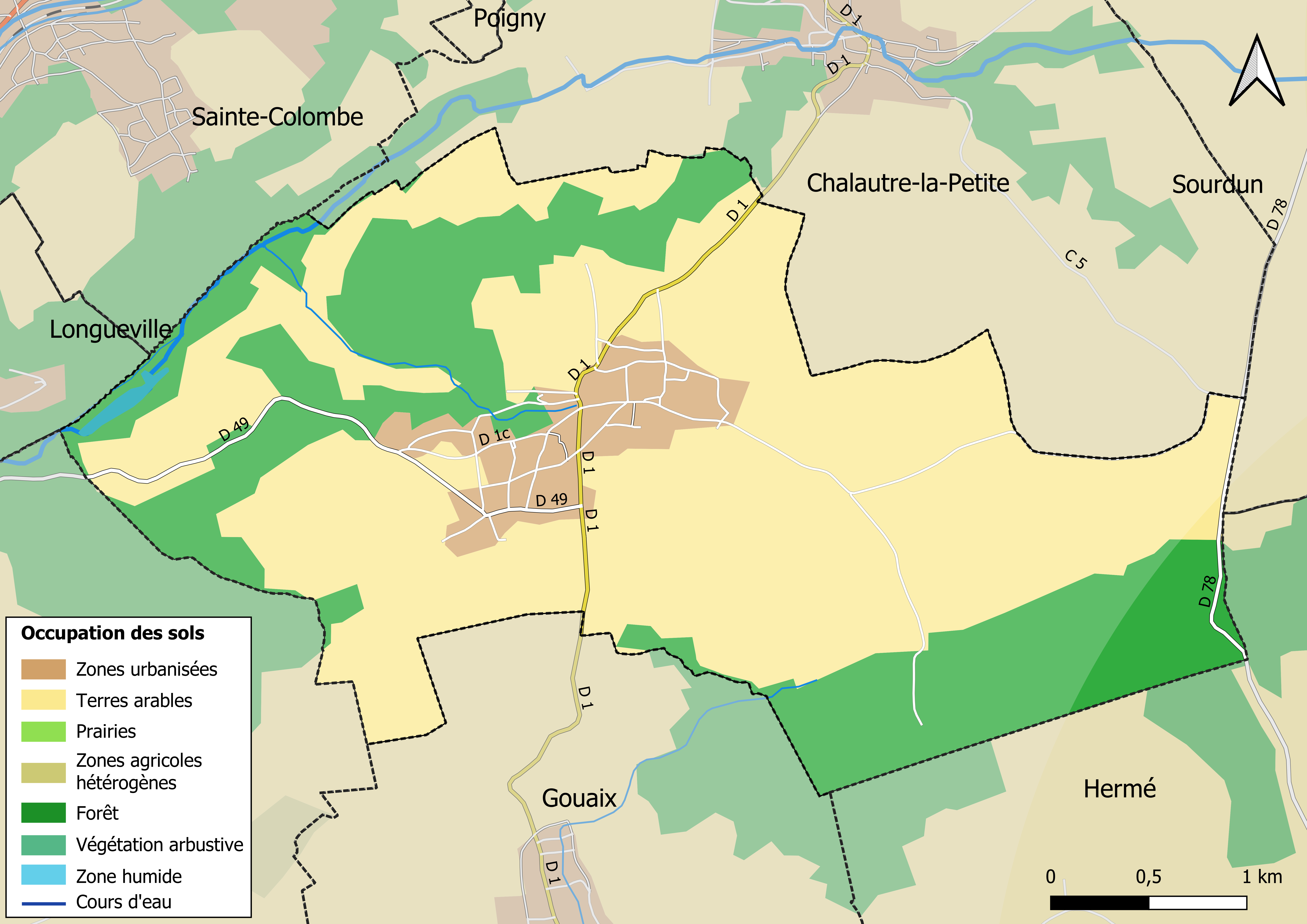
Carte des infrastructures et de l'occupation des sols en 2018 (CLC) de la commune.
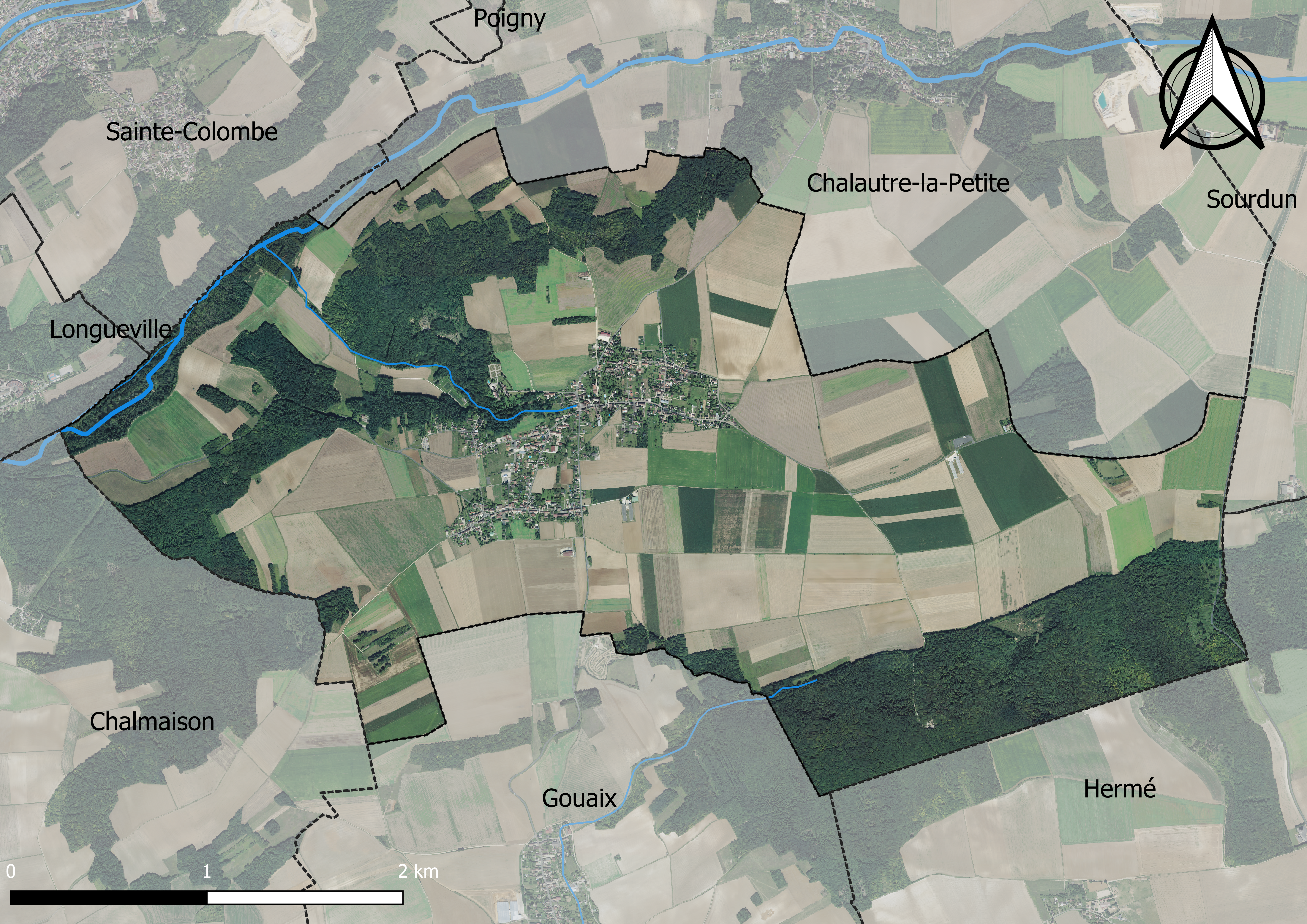
Carte orhophotogrammétrique de la commune.

### Planification
La loi SRU du 13 décembre 2000 a incité les communes à se regrouper au sein d’un établissement public, pour déterminer les partis d’aménagement de l’espace au sein d’un SCoT, un document d’orientation stratégique des politiques publiques à une grande échelle et à un horizon de 20 ans et s'imposant aux documents d'urbanisme locaux, les PLU (Plan local d'urbanisme). La commune est dans le territoire du SCOT Grand Provinois, dont le projet a été arrêté le 29 janvier 2020, porté par le syndicat mixte d’études et de programmation (SMEP) du Grand Provinois, qui regroupe les communautés de communes du Provinois et de Bassée-Montois, soit 82 communes.
La commune disposait en 2019 d'un plan local d'urbanisme approuvé. Le zonage réglementaire et le règlement associé peuvent être consultés sur le Géoportail de l'urbanisme.

### Logement
En 2017, le nombre total de logements dans la commune était de 361 dont 99,7 % de maisons (maisons de ville, corps de ferme, pavillons, etc.) et 0,3 % d'appartements.
Parmi ces logements, 88,3 % étaient des résidences principales, 3,4 % des résidences secondaires et 8,3 % des logements vacants.
La part des ménages fiscaux propriétaires de leur résidence principale s'élevait à 91,8 % contre 7,6 % de locataires et 0,6 % logés gratuitement.

### Voies de communication et transports

#### Transports
La commune est desservie par les lignes régulières d'autocars 3203 et 3211 du réseau de bus Provinois - Brie et Seine.

## Toponymie
Soisy est mentionné sous les formes Ecclesia Beatae Mariae de Sosiaco en 1152 ; Sociacum en 1160 ; Ecclesia Sosiaci en 1164 ; Soissi en 1269 ; Soysiacum au XIIIe siècle.
Le nom de Soisy-Bouy a été substitué à celui de Soisy par décret du 27 juin 1929.

Bouy (ancienne maison forte) est mentionné sous les formes Boiacum en 1194 (Arch. nat., L 1002h, no 102) ; Boi vers 1222 (Livre des Vassaux) ; Boiacum domus fortis en 1249 ; Boy en 1265 ; Boui en 1294 ; Boyacum au XIVe siècle ; Boy lez Provins en 1450 ; Le hameau de Bouy en 1620.

## Politique et administration
| Période                                  | Période | Identité             | Étiquette | Qualité |
| ---------------------------------------- | ------- | -------------------- | --------- | ------- |
| mars 2001                                |         | Jean-Patrick Sottiez |           |         |
| Les données manquantes sont à compléter. |         |                      |           |         |

## Équipements et services

### Eau et assainissement
L’organisation de la distribution de l’eau potable, de la collecte et du traitement des eaux usées et pluviales relève des communes. La loi NOTRe de 2015 a accru le rôle des EPCI à fiscalité propre en leur transférant cette compétence. Ce transfert devait en principe être effectif au 1er janvier 2020, mais la loi Ferrand-Fesneau du 3 août 2018 a introduit la possibilité d’un report de ce transfert au 1er janvier 2026,.

#### Assainissement des eaux usées
En 2020, la commune de Soisy-Bouy gère le service d’assainissement collectif (collecte, transport et dépollution) en régie directe, c’est-à-dire avec ses propres personnels.
L’assainissement non collectif (ANC) désigne les installations individuelles de traitement des eaux domestiques qui ne sont pas desservies par un réseau public de collecte des eaux usées et qui doivent en conséquence traiter elles-mêmes leurs eaux usées avant de les rejeter dans le milieu naturel. La communauté de communes du Provinois assure pour le compte de la commune le service public d'assainissement non collectif (SPANC), qui a pour mission de vérifier la bonne exécution des travaux de réalisation et de réhabilitation, ainsi que le bon fonctionnement et l’entretien des installations,.

#### Eau potable
En 2020, l'alimentation en eau potable est assurée par le syndicat de l'Eau de l'Est seine-et-marnais (S2E77) qui en a délégué la gestion à une entreprise privée,,.

## Population et société

### Démographie
L'évolution du nombre d'habitants est connue à travers les recensements de la population effectués dans la commune depuis 1793. Pour les communes de moins de 10 000 habitants, une enquête de recensement portant sur toute la population est réalisée tous les cinq ans, les populations de référence des années intermédiaires étant quant à elles estimées par interpolation ou extrapolation. Pour la commune, le premier recensement exhaustif entrant dans le cadre du nouveau dispositif a été réalisé en 2004.

En 2022, la commune comptait 844 habitants, en évolution de +2,55 % par rapport à 2016 (Seine-et-Marne : +3,92 %, France hors Mayotte : +2,11 %).
| 1793 | 1800 | 1806 | 1821 | 1831 | 1836 | 1841 | 1846 | 1851 |
| ---- | ---- | ---- | ---- | ---- | ---- | ---- | ---- | ---- |
| 136  | 144  | 135  | 131  | 104  | 127  | 144  | 128  | 132  |

| 1856 | 1861 | 1866 | 1872 | 1876 | 1881 | 1886 | 1891 | 1896 |
| ---- | ---- | ---- | ---- | ---- | ---- | ---- | ---- | ---- |
| 120  | 142  | 138  | 126  | 116  | 93   | 77   | 74   | 79   |

| 1901 | 1906 | 1911 | 1921 | 1926 | 1931 | 1936 | 1946 | 1954 |
| ---- | ---- | ---- | ---- | ---- | ---- | ---- | ---- | ---- |
| 84   | 106  | 93   | 190  | 175  | 460  | 425  | 421  | 470  |

| 1962 | 1968 | 1975 | 1982 | 1990 | 1999 | 2004 | 2006 | 2009 |
| ---- | ---- | ---- | ---- | ---- | ---- | ---- | ---- | ---- |
| 470  | 442  | 485  | 519  | 688  | 748  | 764  | 783  | 797  |

| 2014 | 2019 | 2022 | - | - | - | - | - | - |
| ---- | ---- | ---- | - | - | - | - | - | - |
| 818  | 814  | 844  | - | - | - | - | - | - |

### Sports
Terrain de cross.

## Économie

### Revenus de la population et fiscalité
En 2018, le nombre de ménages fiscaux de la commune était de 317, représentant 841 personnes et la  médiane du revenu disponible par unité de consommation  de 23 450 euros.

### Emploi
En 2018 , le nombre total d’emplois dans la zone était de 37, occupant 329 actifs  résidants.
Le taux d'activité de la population (actifs ayant un emploi) âgée de 15 à 64 ans s'élevait à 65,3 % contre un taux de chômage de 8,7 %.
Les 26,1 % d’inactifs se répartissent de la façon suivante : 9,1 % d’étudiants et stagiaires non rémunérés, 8,1 % de retraités ou préretraités et 8,9 % pour les autres inactifs.

### Secteurs d'activité

#### Entreprises et commerces
En 2019, le nombre d’unités légales et d’établissements (activités marchandes hors agriculture) par secteur d'activité était de 28 dont 2 dans l’industrie manufacturière, industries extractives et autres, 6 dans la construction, 10 dans le commerce de gros et de détail, transports, hébergement et restauration, 1 dans l’Information et communication, 7 dans les activités spécialisées, scientifiques et techniques et activités de services administratifs et de soutien et 2  étaient relatifs aux autres activités de services.
En 2020, 8 entreprises ont été créées sur le territoire de la commune, dont 7 individuelles.
Au 1er janvier 2021, la commune ne disposait pas d’hôtel et de terrain de camping.

#### Agriculture
Soisy-Bouy est dans la petite région agricole dénommée le « Montois », une petite région à l'est du département, en limite sud de la Brie. En 2010, l'orientation technico-économique de l'agriculture sur la commune est l'élevage de volailles.
Si la productivité agricole de la Seine-et-Marne se situe dans le peloton de tête des départements français, le département enregistre un double phénomène de disparition des terres cultivables (près de 2 000 ha par an dans les années 1980, moins dans les années 2000) et de réduction d'environ 30 % du nombre d'agriculteurs dans les années 2010. Cette tendance se retrouve au niveau de la commune où le nombre d’exploitations est passé de 12 en 1988 à 7 en 2010. Parallèlement, la taille de ces exploitations augmente, passant de 57 ha en 1988 à 94 ha en 2010.
Le tableau ci-dessous présente les principales caractéristiques des exploitations agricoles de Soisy-Bouy, observées sur une période de 22 ans : 
|                                      | 1988 | 2000  | 2010 |
| ------------------------------------ | ---- | ----- | ---- |
| Dimension économique,                |      |       |      |
| Nombre d’exploitations (u)           | 12   | 9     | 7    |
| Travail (UTA)                        | 16   | 7     | 8    |
| Surface agricole utilisée (ha)       | 688  | 626   | 661  |
| Cultures                             |      |       |      |
| Terres labourables (ha)              | 687  | 626   | 661  |
| Céréales (ha)                        | 483  | 422   | 388  |
| dont blé tendre (ha)                 | 300  | 274   | 276  |
| dont maïs-grain et maïs-semence (ha) | 163  | s     | s    |
| Tournesol (ha)                       | 62   |       | s    |
| Colza et navette (ha)                | 45   | 59    | 147  |
| Élevage                              |      |       |      |
| Cheptel (UGBTA)                      | 9    | 1 101 | 990  |

## Culture locale et patrimoine

### Monuments et lieux remarquables
La commune ne compte pas de monument répertorié à l'inventaire des monuments historiques (Base Mérimée).

### Autres lieux et monuments
- Fontaine Saint-Edme ;
- Château de Montramé ;
- Église Saint-Edme-Notre-Dame, auquel il convient d’ajouter le patrimoine mobilier classé suivant : 
  - Fonts baptismaux (Entrée)[65].

### Héraldique
| Blason de Soisy-Bouy | Blason  | D'argent au pairle d'azur chargé de six fleurs de lys d'or, accompagné en chef d'une goutte d'eau d'azur, à dextre d'un pommier de sinople fruité d'or et à senestre d'une grappe de raisin tigée et feuillée de pourpre.                                                                                         |
| Blason de Soisy-Bouy | Détails | Le pairle évoque le pallium de saint Edme, archevêque de Canterbury, réfugié en France. Les fleurs de lys symbolisent l'Île de France. L'arbre et le raisin rappellent les activités agricoles et la goutte d'eau, la Méance. Création du Conseil Historique et Héraldique de France adoptée par la municipalité. |